# Kombinat Oberbekleidung Berlin
Der VEB Kombinat Oberbekleidung Berlin war ein Kombinat in der DDR mit Sitz in Ost-Berlin. Stammbetrieb des Kombinats war der VEB Fortschritt Herrenbekleidung. Im Kombinat waren Betriebe zusammengefasst, die Oberbekleidung herstellten. Das Kombinat beschäftigte in den 1980er Jahren etwa 14.000 Personen. 1990 wurde das Kombinat aufgelöst, die meisten der zugehörigen Betriebe nicht weitergeführt.

## Geschichte
Das Kombinat wurde 1969 aus fünf volkseigenen Betrieben (VEB) aus Berlin gebildet, die durch eine Reihe von Verstaatlichungen und Fusionen seit 1949 entstanden: VEB Herrenbekleidung Fortschritt, VEB Treffmodelle, VEB Berliner Damenmoden, VEB Schutzbekleidung und VEB Kunst und Mode.
Das Kombinat war dem Ministerium für Leichtindustrie direkt unterstellt. Es gab noch drei weitere Kombinate mit ähnlicher Ausrichtung mit Sitz in Cottbus, Erfurt bzw. Lößnitz, die vom Ministerium für Leichtindustrie zentral geleitet wurden. Weitere zentralgeleitete Kombinate der Leichtindustrie können in der Liste von Kombinaten der DDR eingesehen werden.
1979 wurde die Vereinigung Volkseigener Betriebe Konfektion (VVB Konfektion) aufgelöst. Eine Reihe von Kleinbetrieben aus dieser VVB wurden dem VEB Kombinat Oberbekleidung Berlin zugeordnet, der so auf 15 Betriebe anwuchs. 1989 waren im Kombinat 21.000 Personen beschäftigt. Mitte der 1980er Jahre wurden im Kombinat Oberbekleidung Berlin mehr als ein Drittel der Herrenoberbekleidung und knapp 20 % der Damenoberbekleidung in der DDR hergestellt.
1990 wurde das Kombinat aufgelöst, ein Teil der Betriebe ging in die BECON Berliner Konfektion ein. 1996 wurde die Produktion in Berlin eingestellt, 1997 ging die BECON in die Insolvenz.

## Betriebe und Produkte

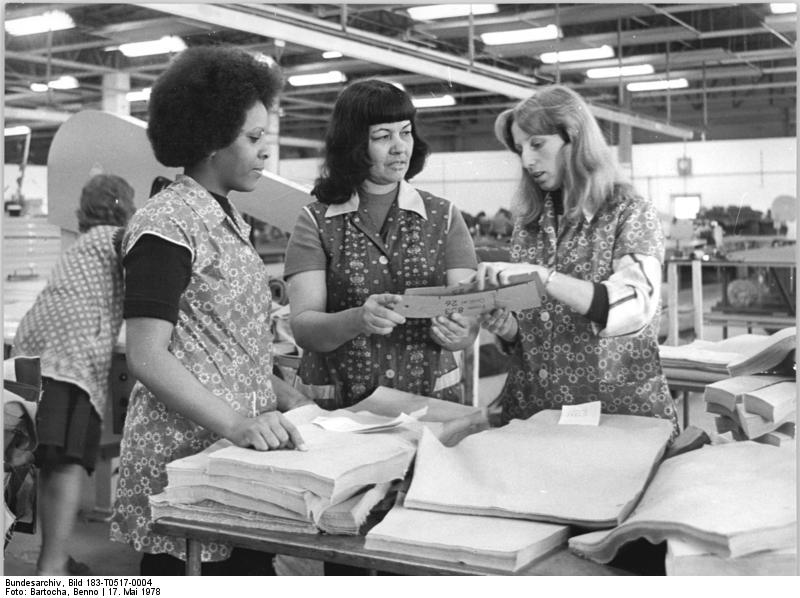
„Vertragsarbeiter“ aus Kuba im VEB Templiner Bekleidungswerk (1978)

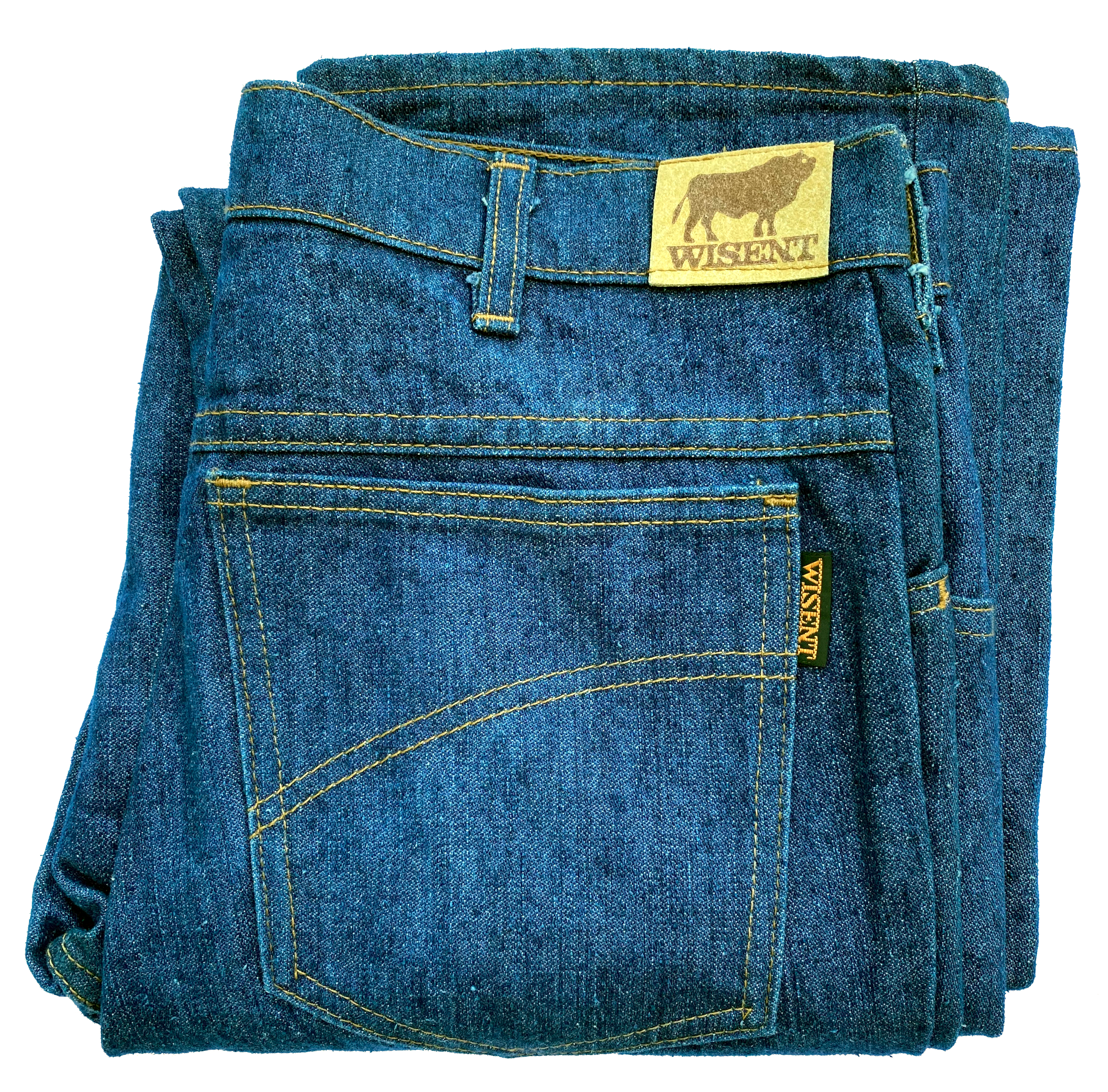
Jeans der Marke „Wisent“

Zum Kombinat gehörten zuletzt die folgenden Betriebe: 
- VEB Herrenbekleidung „Fortschritt“ Berlin; (Stammbetrieb)
- VEB Arbeits- und Berufsbekleidung Bernau
- VEB Bekleidung Falkensee
- VEB Bekleidung Sternberg
- VEB Bekleidungswerke Templin – hier wurden u. a. die Jeans der Marke „Wisent“ produziert
- VEB Bekleidungswerke Wittenberge Prignitz
- VEB Berliner Damenmoden Berlin
- VEB Damenkleider Berlin
- VEB Diamant Grevesmühlen
- VEB Exquisit Moden Berlin
- VEB Fürstenberger Damenkonfektion
- VEB Herrenmode Dresden
- VEB Iko Berlin Industriekooperation
- VEB Jugend- und Damenmode Oranienburg
- VEB Jugendmode Rostock – vor Umfirmierung VEB Bekleidungswerk Rostock, Produktion von Jeans und Jugendmode unter der Marke „Shanty“
- VEB Kleiderwerke Altentreptow
- VEB Kleiderwerke Greifswald
- VEB Kleiderwerke Güstrow – hier wurden u. a. die Jeans der Marke „Boxer“ produziert
- VEB Rationalisierung Konfektion Berlin
- VEB Treffmodelle Berlin